# El Triunfo de las Tres Maravillas
El Triunfo de las Tres Maravillas är en ort i Mexiko.   Den ligger i kommunen Frontera Comalapa och delstaten Chiapas, i den sydöstra delen av landet, 900 km sydost om huvudstaden Mexico City. El Triunfo de las Tres Maravillas ligger 681 meter över havet och antalet invånare är 1 300.
Terrängen runt El Triunfo de las Tres Maravillas är varierad. Runt El Triunfo de las Tres Maravillas är det ganska tätbefolkat, med 80 invånare per kvadratkilometer. Närmaste större samhälle är Frontera Comalapa, 2,1 km nordost om El Triunfo de las Tres Maravillas. I omgivningarna runt El Triunfo de las Tres Maravillas växer huvudsakligen savannskog.